# أسماء زعزوع
أسماء زعزوع، (1928-2014)، هي مذيعة سعودية، وتعد من أوائل الأصوات النسائية السعودية التي تخرج في أثير الإذاعة، اشتهرت بلقب "ماما أسماء" خلال تقديمها برامج الأطفال، وهي زوجة الأديب السعودي عزيز ضياء، ووالدة الفنان التشكيلي ضياء عزيز، والإعلامية دلال عزيز.

## حياتها المبكرة
ولدت أسماء في مكة المكرمة عام 1928، وتعلمت الكتابة والقراءة في أحد الكتاتيب النسائية في في حي الشامية، وتزوجت بالأديب السعودي، عزيز ضياء، عام 1946، وأنجبت ضياء، (فنان تشكيلي)، ودلال (مذيعة). وانتقلت بعد زواجها بعامين مع زوجها إلى الهند الذي عمل في إذاعة عموم الهند بالقسم العربي في نيودلهي.

## مسيرتها المهنية
في عام 1948، وخلال مرافقتها زوجها في الهند، دخلت أسماء إلى الإذاعة كمتدربة في إذاعة عموم الهند في نيودلهي، ثم عملت مذيعة ربط بالقسم العربي لمدة عامين. وفي عام 1963م، طلب منها وزير الإعلام السعودي السابق، جميل الحجيلان أن تعود إلى المايكروفون من بلادها، وكلفها بإعداد برنامج في إذاعة جدة موجه للأطفال، وكانت أسماء واحدة من ثلاث سعوديات يعملن لأول مرة في الإذاعة السعودية (نجدية بنت إبراهيم الحجيلان والدكتورة فاتن أمين شاكر). واستمرت أسماء في تقديم برامج الأطفال حتى عام 1972، الذي اكتفت بالعمل معدة بسبب عارض صحي، وفي عام 1982 تقاعدا عن العمل.
في عام 2004 تك تكريم أسماء في الملتقى الثقافي لسيدات جدة. وفي عام 2006، كما تمم تكريمها في سيدات رواق مكة المكرمة، وكرمها مهرجان الخليج التاسع للإنتاج الإذاعي والتليفزيوني في البحرين عام 2006.

## وفاتها
توفيت أسماء زعزوع عام 2014، عن عمر ناهز 86 عاماً، ودفنت في مقبرة المعلاة بمكة المكرمة.